# Hi Bye, Mama!
Hi Bye, Mama! er en sydkoreansk tv-drama/serie på 16 episoder. Hovedrollerne spilles af henholdsvis Kim Tae-hee (Cha Yu-ri), Lee Kyu-hyung (Cho Gang-hwa) og Go Bo-gyeol (Oh Min-jung).